# Cal Schenkel
Cal Schenkel, all'anagrafe Calvin Schenkel (Willow Grove, 27 gennaio 1947), è un illustratore statunitense, specializzato nel design delle copertine di album musicali. Era il principale collaboratore artistico di Frank Zappa per la grafica dei suoi lavori e si occupò di disegnare alcune delle copertine più famose dei dischi di Zappa.

## Biografia
Schenkel nacque il 27 gennaio 1947 a Willow Grove, in Pennsylvania e successivamente frequentò il Philadelphia College of Art ma lasciò gli studi dopo solo un semestre per costruirsi da autodidatta una carriera nel mondo dell'arte. Nel 1967 venne presentato a Frank Zappa da Sandy Hurvitz, e la sua carriera prese una svolta decisiva.

### Carriera
Verso la fine degli anni sessanta, la grafica delle copertine dei dischi dei musicisti rock era diventata parte integrante e significativa dell'opera stessa. Schenkel decise di specializzarsi in quel campo, ancora, per certi versi, inesplorato e con grosse possibilità di espressione artistica.
Per più di un decennio, Schenkel, lavorò a stretto contatto con Zappa, occupandosi della grafica dei suoi dischi e anche di quelli di musicisti che gravitavano attorno a lui, contribuendo a creare il suo distintivo stile.

### Sodalizio con Frank Zappa
Il primo progetto importante a cui si dedicò Schenkel lavorando per Zappa, fu la copertina dell'album We're Only in It for the Money, intesa come una parodia di quella del celebre Sgt. Pepper's Lonely Hearts Club Band dei Beatles. Schenkel costruì le figure in plastica, aiutò a montare e ad allestire la scenografia (sotto la direzione di Zappa), e mise insieme il collage di volti dei personaggi sullo sfondo. Lo stesso Schenkel apparve anch'esso sulla copertina dell'album, è il tizio seduto in basso sulla destra che tiene in mano un cartone di uova (il suo cibo preferito).
Anche se la prima versione della copertina "alla Sgt. Pepper" venne censurata dalla casa discografica, e non venne pubblicata fino alla riedizione in CD dell'album nel 1986, il lavoro di Schenkel fu molto apprezzato da Zappa che gli affidò la grafica di molti suoi album, tra i quali: Cruising with Ruben & the Jets, Uncle Meat, Hot Rats, Burnt Weeny Sandwich, Chunga's Revenge, Fillmore East - June 1971, 200 Motels, Just Another Band from L.A., Waka/Jawaka, The Grand Wazoo, Over-Nite Sensation, Apostrophe ('), Roxy & Elsewhere, One Size Fits All, Bongo Fury, Zoot Allures, Tinseltown Rebellion, Does Humor Belong in Music?, The Best Band You Never Heard in Your Life, Playground Psychotics, Ahead of Their Time, Cheap Thrills, Mystery Disc, Son of Cheep Thrills.
Schenkel svolse anche il ruolo di production designer per il film 200 Motels e compare brevemente nei film di Zappa Uncle Meat e Video From Hell.

#### Copertina diTrout Mask Replica
Quando Zappa e Herb Cohen si misero in società assieme, Schenkel iniziò a lavorare anche per altre uscite discografiche della loro etichetta Straight Records, come le opere degli artisti Lenny Bruce, Tom Waits, Tim Buckley e Captain Beefheart. Proprio per Beefheart, Schenkel si occupò dell'ideazione e realizzazione della copertina dell'epocale Trout Mask Replica. Schenkel si recò in una pescheria locale ad acquistare una testa di una carpa che voleva usare per la copertina dell'album. Beefheart, estasiato dall'idea bizzarra, se la posizionò davanti alla faccia come fosse un'assurda maschera di carnevale. La creazione della copertina dell'album fu surreale tanto quanto la musica contenuta in esso. Ad un certo punto, Captain Beefheart prese il sassofono e iniziò a suonarlo "attraverso" la bocca del pesce (che date le luci dello studio fotografico iniziava a puzzare notevolmente). Anche se queste immagini non furono usate, Schenkel dichiara tutt'oggi di essere in possesso di fotografie della "carpa che suona il sax".
Alla metà degli anni settanta, Zappa iniziò una lunga disputa legale con Cohen e con la Warner Brothers e così Schenkel fece ritorno alla sua città natale di Willow Grove, iniziando una nuova carriera artistica separata da Zappa e, in maniera più significativa, dall'industria discografica stessa.

## Stile grafico
Lo stile di Schenkel, inizialmente influenzato dai fumetti di Krazy Kat e della rivista Mad, si sviluppò in seguito in un suo proprio stile "primitivo", "naïf" e surreale. Nel 1976, insieme a Don Van Vliet, Schenkel tenne una mostra delle sue opere alla Greenfields Gallery, dell'Evergreen State College di Olympia.